# 페카 시토인

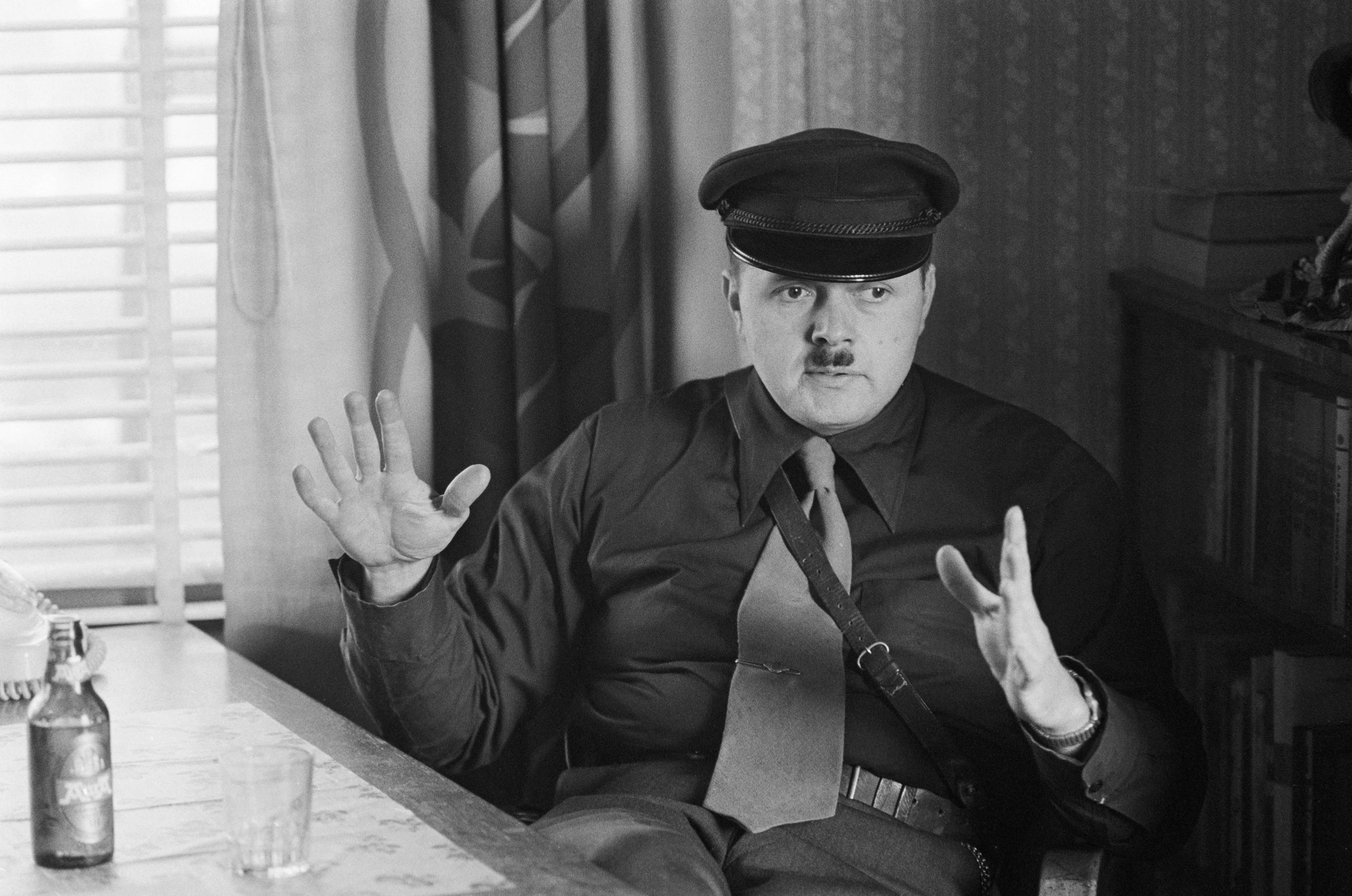
페카 시토인

티모 페카 오라비 시토인(Timo Pekka Olavi Siitoin, 1944년 5월 20일 ~ 2003년 12월 8일)은 핀란드의 신비주의자, 정치인이다.
1970년대에 핀란드의 신나치주의 조직에서 활동했다. 1977년에는 핀란드의 공산주의 조직에서 발행한 신문을 소각한 혐의, 투르쿠에 위치한 시나고그를 파괴한 혐의로 인해 핀란드 내무부에 의해 체포되었다. 핀란드 내무부는 1947년 핀란드가 체결한 파리 조약을 위반했다고 판시했으며 1977년 11월 4일에는 그가 설립한 신파시즘 조직을 해체시켰다.